# تقدم اجتماعي

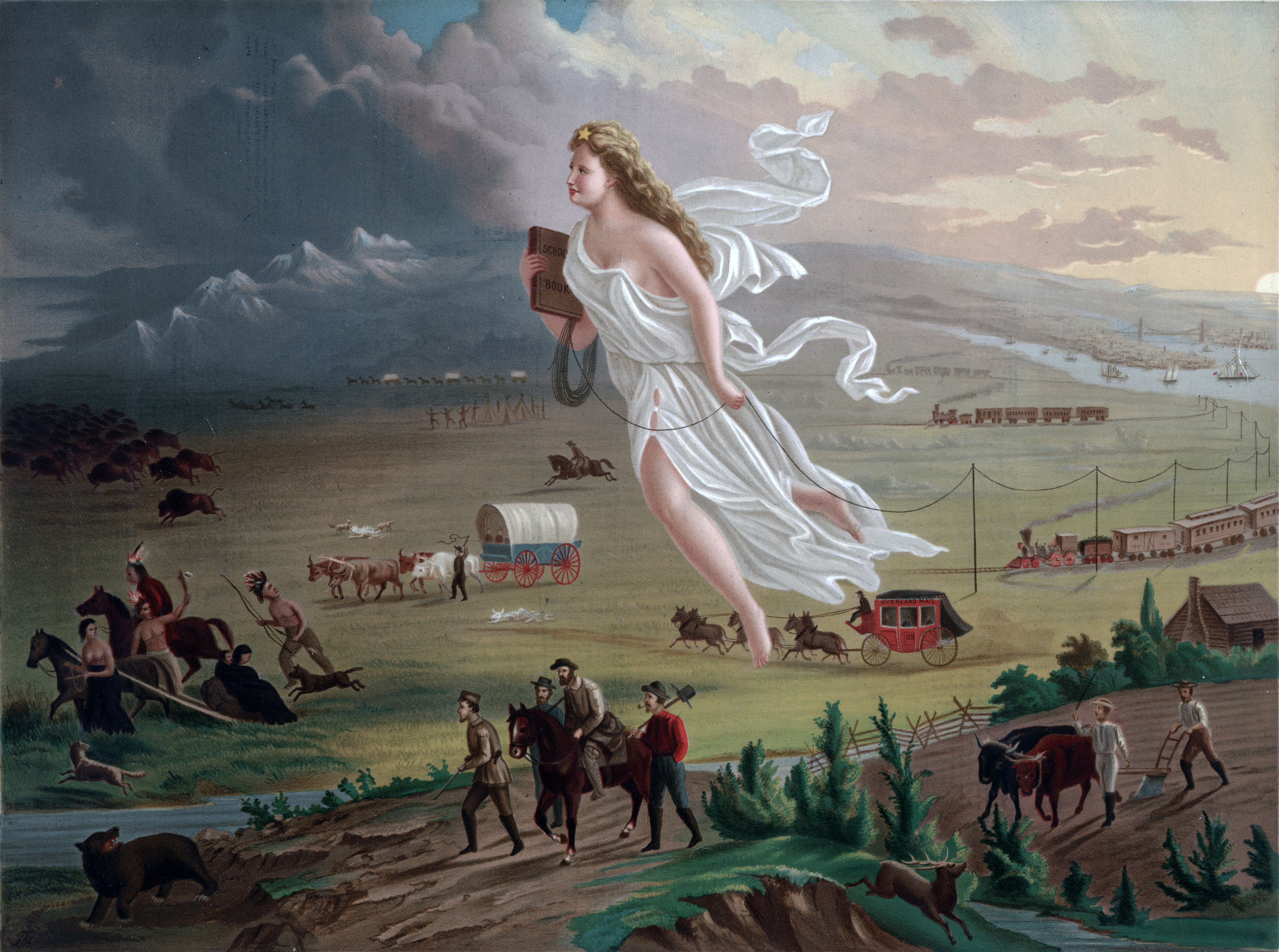

التقدم الاجتماعي (بالإنجليزية: Social Progress)‏ هو كلّ تغير في البناء الاجتماعي، يطلق النشاط الإنساني ويحفزه؛ ليعمل الناس في حرية وتعاون. كما ينطوي على هدف غالٍ، يتوخى خيراً، أو ينتهي إلى نفع. ولا بدّ لكلّ مرحلة لاحقة من مراحله، أن تكون أكثر ازدهاراً ورقياً من سابقتها.
التقدم هو الحركة التي تسير نحو الأهداف المنشودة والمقبولة، أو الأهداف الموضوعية، التي تنشد ما هو خير، أو تنتهي إلى تحقق النفع. وينطوي التقدم على مراحل، تكون كلّ منها أكثر ازدهاراً أو أرقى من المرحلة السابقة عليها. كما تشير الكلمة إلى انتقال المجتمع البشري إلى مستوى أعلى، من حيث الثقافة، والقدرة الإنتاجية، والسيطرة على الطبيعة.
وقد رأى بعض مفكري القرن التاسع عشر في التقدم مصطلحاً، يشير إلى حركة نحو المنطق والعدالة، وتأكيد المساواة بوصفها جوهر العدل.
اقترنت فكرة التقدم، في أذهان العلماء، بالتغير؛ لأنها تتضمن الانتقال من البسيط إلى المركب، ومن الأقل تقدماً إلى الأكثر تقدماً ورقياً. إلا أن ثمة فارقاً بينهما، فالتغير الاجتماعي يشير، في جوهره، إلى البحث عن المبادئ، التي تحكم الذبذبات الاجتماعية؛ ويقوم على تحويل موضوعي لأسبابها واتجاهاتها؛ في حين أن التقدم الاجتماعي، يتضمن مدخلاً معيارياً قيمياً للحكم على الأحداث الاجتماعية. ناهيك من أن التقدم الاجتماعي، يهتم بالبحث عن مجتمع أفضل وأحسن ؛ بينما يهتم التغير الاجتماعي بالواقع. يحمل التقدم، إذاً، في مضمونه الأساسي، ما ينبغي أن يكون؛ بينما يشير التغير الاجتماعي إلى ما هو موجود، أو ما هو كائن بالفعل.
في سياق التقدمية، يُشير التقدم إلى الافتراض القائل بأن التطوير في التكنولوجيا والعلوم والتنظيم الاجتماعي قد أفضى إلى وضع بشري أفضل، ومن تحصيل الحاصل أنه سيستمرّ في الإتيان بنفس تلك النتائج الإيجابية. وقد يُصار إلى هذا الوضع المرغوب عبر تدخّل مباشر من البشر، كما هو الحال في المشاريع الاجتماعية أو عبر النشاطية، أو بفضل كونه جزءًا مِن عملية التطور الثقافي الاجتماعي.
ظهر مفهوم التقدم لأول مرة في النظريات الاجتماعية في بدايات القرن التاسع عشر، بالأخص التطور الاجتماعي لدى أوغست كونت وهربرت سبنسر. كان مفهوم التقدم حاضرًا في فلسفة التاريخ في عصر التنوير. نادت العديد من الأيديولوجيات السياسية بمختلف انتماءاتها نادت بالتقدم كغاية في حد ذاته وتبنّت نظريات مختلفة بخصوص الكيفية المُثلى لتحقيقه.
التقدم في وقتنا الحالي. كل منها لم يأتي من فراغ ، فالتقـدم محصـلة تفكر إنساني يقوم على رؤية مستقبلية ثاقبة ، يتطلع صاحبها إلـى صـورة ذهابـة انسل ، يبذل جهدا للوصول إليها وفق أسلوب يقوم على الدراسة وتقيـيـم البـدائل واختيار البديل الأفضل واستخدام الموارد المتاحة بطريقة مثالية ، وتعبنـة جميـع الجهود في سبيل تحقيق سلسلة متتالية من الأهداف تتحقق معها تلك الصور الذهنية الأفضل . ويرتبط بذلك عدة صور من السلوك الإنساني الذي يقوم على الانفتـاح والمشاركة ( للاستفادة من الرأي الآخر ) والشفافية والتحايـز الإيجـابي والتفاعـل الإنساني الذي يتحقق معه الرضا والإشباع لجميع المشتركين في العمل ، وفي نفس الوقت تحقيق نوع من التوازن بين المصـالح ( المتعارضـة ) لجميـع الأطـراف » والعمل على تحقيق المصلحة العامة للمجتمع .
في حالة التقدم تختفي الإنائية ، ليحل محلها التعاون ، وتتراجـع الرؤيـة الفردية الضيقة ليحل محلها روح الفريق والرؤية الجماعية الشاملة وينكمش الـرأي الواحد لتزدهر الديموقراطية ، ويكون الالتزام واحترام القانون هو أساس التعامـل بين أفراد المجتمع .

## قياس التقدم
تتراوح العوامل المستخدمة في قياس التقدم بين المُعطيات الاقتصادية، والابتكارات التقنية، والتغيير في النظام السياسي أو القانوني، والمسائل المرتبطة بفرص الأفراد في الحياة، مثل متوسط العمر المتوقع ومخاطر الإصابة بالأمراض أو العجز.
أضحت قيمة إجمالي الناتج المحلي إحدى التوجهات الرئيسة في السياسة وعادةً ما تعَد العامل الأساسي في تقييم أداء رجل السياسة. على كل حال، فإجمالي الناتج المحلي تعتريه بعض أوجه القصور التي تجعل منه مقياسًا غير دقيق للتقدم، بالأخص في حالة البلدان المتقدمة. على سبيل المثال، لا يُؤخذ الضرر البيئي بعين الاعتبار وكذلك الأمر مع استدامة النشاط الاقتصادي. أُنشئ Wikiprogress لمشاركة المعلومات اللازمة لتقييم التقدم المجتمعي، إذ يهدف إلى تسهيل تبادل الأفكار والمبادرات والمعارف. وموقع HumanProgress.org هو مصدر يسعى لجمع المعلومات المستخدمة في عدة معايير لقياس التقدم المجتمعي.
Our World in Data هي نشرة إلكترونية علمية، مقرها في جامعة أوكسفورد، وتدرس كيفية تحقيق التقدم بوجود الأزمات العالمية الكبرى مثل الفقر، والأمراض، والمجاعات، والتغيّرات المناخية، والحروب، والمخاطر الوجودية، وانعدام المساواة. تتمثل مهمة Our World in Data في تقديم «أبحاث ومعلومات لتحقيق التقدم بالرغم من وجود المشكلات الكبرى في العالم».
مؤشر التطور الاجتماعي هو آليّة أنشأتها المنظمة الدولية مبادرة التقدم الاجتماعي، ويقيس المدى الذي تغطيه البلدان من ناحية احتياجات مواطنيها الاجتماعية والبيئية. يوجد 52 مؤشرًا يشمل ثلاثة مجالات أو أبعاد رئيسة: الاحتياجات الإنسانية الأساسية، وأُسس العيش الكريم، وتوفر الفرص؛ وتُظهر هذه المجالات نسبيًّا مدى جودة أداء الأمم.
تشمل المؤشرات التي يُمكن اللجوء إليها لقياس التقدم:
- معايير شاملة للتقدم الاقتصادي.
- معدل السنة الحياتية للإعاقة.
- المنتَج الوطني الأخضر.
- مؤشر التنمية حسب نوع الجنس.
- مؤشر التقدم الحقيقي.
- الإجمالي الوطني للسعادة الوطني.
- الإجمالي الوطني للعيش الكريم.
- مؤشر السعادة العالمي.
- مؤشر التنمية البشرية.
- مؤشر معهد ليغاتوم للرفاه.
- مؤشر التطور الاجتماعي.
- مؤشر منظمة التعاون الاقتصادي والتنمية للحياة الأفضل.
- مؤشر الرضا عن الحياة.
- معيار جودة المعيشة.
- Wikiprogress
- تقرير السعادة العالمي.
- رابطة مسح القيم العالمية.

## التطور العلمي
التطور العلمي، هو الاعتقاد بأن المجتمع العلمي يكتسب معلومات أكثر فأكثر مع مرور الوقت، وهو ما يؤدي إلى تراكم المعرفة العلمية. على سبيل المثال، لم يكن لدى علماء الكيمياء في القرن التاسع عشر معلومات كتلك التي كان يعرفها نظراؤهم في القرن العشرين، الذين يجهلون الكثير ممّا يعرفه علماء القرن الواحد والعشرين. بالنظر إلى المستقبل، يتوقع علماء الكيمياء في عصرنا الحالي أن علماء المستقبل سيحوزون معارف لم يبلغها علماء اليوم.
تختلف هذه السيرورة عما هو عليه الحال في المجالات غير العلمية، مثل حقول اللغات البشرية أو التاريخ: يمكن القول بأنه أيّما شعب كان يتحدث بلغة منقرضة الآن، أو عاش في فترة تاريخية معينة، بأنه كان على دراية بمعطيات مختلفة عن العلماء الذين جاؤوا فيما بعد ودرسوا تلك اللغة أو تلك الحقبة، وهكذا لا يمكن القول بأن ذلك الشعب كان ذا معرفة منقوصة عن حياته تقلّ عمّا يعرفه العلماء المعاصرون. مع مرور الزمن. تتعرض بعض المعارف الصحيحة للفقدان، وتُكتسب غيرها، ونتيجة ذلك أن المجالات غير العلمية لا تحرز تقدمًا علميًا في فهم مجالات تخصصها.
ابتداءً من القرن الثامن عشر حتى نهايات القرن العشرين، لطالما طُرح تاريخ العلم، وخصوصًا العلوم الطبيعية والحيوية، بوصفه تراكُمًا تدريجيًّا للمعرفة حلّت بمقتضاه النظريات الصحيحة محلّ الاعتقادات المغلوطة. بالرغم من ذلك، تنزع بعض التفسيرات التاريخية المعاصرة، في حالة توماس كون مثلًا، على تصوير تاريخ العلم على أساس تألّفه من أنساق متعارضة أو أنظمة مفاهيمية تتموقع ضمن مصفوفة أوسع من الاتجاهات الفكرية، والثقافية، والاقتصادية، والسياسية. إلا أنّ هذه التفسيرات قد لقيت معارضةً شديدة، بسبب تقديمها تاريخ العلوم بوصفه نظامًا غير مترابط من أنساق غير قابلة للقياس، وهو ما لا يؤدي إلى أي تقدم علمي من أي نوع كان، بل يُفضي إلى وهم التقدم لا أكثر.

## التقدم الاجتماعي
وفقًا لما يطرحه كوندورسيه، تتضمن جوانب التقدم الاجتماعي: غياب العبودية، وارتفاع نسبة القدرة على القراءة والكتابة، وانخفاض التفاوت في الفرص بين الجنسين، وإصلاح السجون القاسية، وانحسار مستوى الفقر. يمكن قياس التقدم الاجتماعي في مجتمع ما بناءً على عوامل مثل قدرته على الاستجابة للحاجات البشرية الأساسية، ومساعدة مواطنيه على تحسين جودة معيشتهم، وتقديم فرص النجاح لمواطنيه.
عادةً ما يتحسن التقدم الاجتماعي عندما ترتفع نسبة إجمالي الناتج القومي، مع ملاحظة ارتباطه بعوامل أخرى مؤثرة. عند وجود اختلال توازن بين التقدم الاقتصادي والتقدم الاجتماعي، ينعكس ذلك سلبًا على التقدم الاقتصادي ويعرقل مسيره، ويمكن أن يؤدي إلى حالة من عدم الاستقرار السياسي.

### مكانة المرأة في المجتمع
نظر المؤرّخون منذ عصر التنوير وحتى يومنا هذا إلى كيفية تحسين التقدّم من وضع المرأة في المجتمع التقليدي على أنه موضوع رئيس. التزم المنظّرون البريطانيون من أمثال ويليام روبرتسون (17211793) وإدموند بروك (17291797) وغيرهم الكثير من معاصريهم بالتصوّرات المسيحية والجمهورية لماهيّة الفضيلة، وفي نفس الوقت أجروا أبحاثهم ضمن النسق المعرفي عصر التنوير. ربطت الأجندات السياسية الجمال والذوق والأخلاق بأولويات واحتياجات المجتمعات المعاصرة التي تتميّز بدرجة عالية من الرقي والتميّز. ثمة موضوعان يتطرّق إليهما روبرتسون وبروك في أعمالهما، طبيعة المرأة في المجتمعات «البدائية» والمجتمعات «المتحضّرة» و«الجميلة في خطر»، ويكشفان كيف أن القناعات الراسخة بشأن شخصية المرأة، بالأخص المتعلقة بقدرتها وحقّها على الظهور في المجال العلني، قد خضعت للتعديل والتكيّف مع فكرة التقدم، وأصبحت محوريّة في الحضارة الأوروبية المعاصرة.
تفحص خبراء الكلاسيكيات مكانة المرأة في العالم القديم، واستنتجوا أن الإمبراطورية الرومانية، بتنظيمها الاجتماعي المتفوق، وحالة السلام الداخلية، وحكم القانون، سمحت للمرأة بالتمتع بمكانة أفضل من حال المرأة في اليونان القديمة، حيث اعتُبرت النساء في مرتبة دُنيا. أثارت المكانة المتدنية للمرأة في الثقافة الصينية التقليدية مسألة فيما إذا كان التقدم رديفًا للتخلّي الكامل عن التقاليد برمّتها، وهو الاعتقاد الذي اعتنقه العديد من المصلحين الصينيين في بدايات القرن العشرين.
يتساءل المؤرخان ليو ماكس وبروس مازليه: «هل ينبغي علينا فعلًا أن نُدير ظهورنا لفكرة التقدم كنظرة للماضي؟»، ويجيبان بأنه ما من شكّ بأن «مكانة المرأة قد تحسّنت بشكل ملحوظ» في الثقافات التي تبنّت تصوّر عصر التنوير بخصوص التقدّم.

## التحديث
في القرنين التاسع عشر والعشرين، تولّى الليبراليون الكلاسيكيون المناداة بالتحديث، ودعوا إلى التحديث السريع للاقتصاد والمجتمع للتخلص من العقبات التقليدية التي تقف في وجه الأسواق الحرة وتُعيق حرية حركة الأفراد. في عصر التنوير في أوروبا، بدأ المعلّقون الاجتماعيون والفلاسفة يدركون بأن الأفراد أنفسهم باستطاعتهم تغيير المجتمع وتغيير أسلوبهم في الحياة. بدلًا من الإيمان بأن المجتمع هو على ما هو عليه بفعل الآلهة، فقد ساد الاعتقاد القائل بأن الأفراد خلقوا مجتمعاتهم بأنفسهم، ولم يقتصر الأمر على ذلك، فقد حاجج جيامباتيستا فيكو بأنه بسبب خلق الأفراد لمجتمعاتهم الخاصة، فقد كان بمقدورهم فهمها بشكل كامل. أفضى هذا إلى نشوء مجموعة علوم جديدة، أو علوم مبتدئة زعمت بأنها تقدم معرفة علمية جديدة تختص بسمات المجتمع، وكيف بإمكان الفرد تغييره نحو الأفضل.